# Ромео и Жулиета на село
Ромео и Жулиета на село (на немски: Romeo und Julia auf dem Dorfe) е най-известната новела от сборника с новели „Хората от Зелдвил“ от писателя Готфрид Келер. Както повечето новели от Готфрид Келер и тази е сътворена в продължение на години: конципирана през 1847, преработена 1855 – 1856 и публикувана, а едва през 1875 достига своят окончателен текстуален образ. Заглавието препраща към шекспировото произведение Ромео и Жулиета и представлява адаптация на известния сюжет. Авторът измества мястото на действието на трагичната любовна история в неговото съвремие и в едно село от неговото родно място: двама млади, син и дъщеря на заможни селяни се обичат, независимо от изострената вражда между бащите им. След като тази вражда довежда до разпадането и на двете семейства и изгледите на младите за едно съвместно бъдеще заедно са разрушени, двойката не вижда друг изход освен самоубийството.
Тази новела се числи към стилистичното направление на поетическия реализъм и е канон на немскоезичната литаратура. Многократно е илюстрирана, музикално преработвана и екразинизирана.

## Сюжет
Една септемврийска сутрин Манц и Марти орат своите ниви на един хълм над реката. Нивите са разделени от камъни и гъсти бурени. На обяд двете им деца носят храна за бащите си – малкият син на Манц на 7 години и млалката дъщеря на Марти на 5 години. Добрите съседи започват разговор за занемареното късче земя между нивите им. То е принадлежало на един съселянин, който отдавна е починал. Докато не се издирят неговите потомци, властите на Зелдвил го предлагат под аренда. Няма никакво съмнение, че бащите искат да закупят земята и да уголемят акрите на нивите си. Обаче зелдвилците ламтят за лихви и бащите се колебаят за закупуването на ивицата земя и обсъждат неясните въпроси по наследството.
В селото има човек без родина, който живее с различни народи в гората и припечелва насъщния си като музикант на празниците на селото. Наричат го Черния цигулар. Манц и Марти са сигурни, че той е внук на починалия, защото много си приличали. Черният цигулар не притежава кръщелно свидетелство и така не може да се докаже неговият произход, не може и да придобие наследството си.
Синът Сали и дъщерята Френхен прекарват времето си заедно в игри по обраслите земите без притежател. Но властите на селото дават ивицата земя на търг, а в търга взимат участие само двама – Манц и Марти. Манц спечелва търга и си иска незабавно обратно парчето земя, което Марти е изоравал дотогава. Когато Марти не се съгласява, Манц събира камъните на нивата и ги натрупва един върху друг, точно по спорния триъгълник земя. Марти се изправя пред съда и оттам нататък двамата съседи постоянно се съдят. Процесът превръща двамата в прахосници и самохвалковци. Изпадат в парична нужда и никой вече не ги приема насериозно. Съселяните им и семействата им ги презират, децата на двамата бащи страдат най-много от спора и трябва да стоят на разстояние един от друг. Съседите изоставят селскостопанската си работа и нивите западат. Марти лови риба, за да изхранва семейството си, а Манц отваря гостилница, но когато клиентите липсват, той също лови риба. Колкото повече усещат лошия си късмет, толкова повече се намразват взаимно. Щастливото детство на Сали и Френхен остава в миналото. Момичето едва на 14 загубва майка си, която се поболява от мъка.
Веднъж по време на излет мъжете заедно с децата си се срещат случайно и започват да враждуват първо словесно, а след това и с юмруци. Междувременно 17 и 19-годишните Сали и Френхен не отлепят очи един от друг. Впоследствие укротяват бащите си преди проблемът да ескалира още повече и на раздяла докосват ръцете си за кратко и незабелязано.
Тази среща припомня отново омразата и ненавистта между двамата съседи и споровете продължават. Огорчението, озлоблението и тиранията се покачват, а семействата страдат още по-силно. Между споровете Манц и Марти не ознават, че Сали и Френхен започват да се срещат тайно и влечението между двамата млади нараства с всеки изминал ден.
Един ден докато двамата влюбени се разхождат, срещат самотния Черен цигулар. Те научават от него причината за продължителния спор между бащите си. Манц и Марти незаслужено искат да забогатеят чрез обработваемата земя, като са преместили разделителните
камъни в тяхна полза. Двойката е шокирана, но отново се отдава на любовта си. Междувременно селянинът Марти ги е проследил тайно и им иска обяснение. Той хваща дъщеря си за косите, Сали иска да се притече на помощ на любимата си, взима един камък и
удря Марти по главата, за да пусне Френхен. Бащата пада в безсъзнание и младите решават да премълчат за случая и поемат по пътя за вкъщи. Въпреки яростта си към Марти Сали се връща и му помага. Френхен се грижи за баща си, която изпитва вина и гняв едновременно. Най-накрая Марти оздравява, но ударът с камък е причинил умствени вреди и неговата личност е трайно загубена. Той постъпва в лечебно заведение и Манц се радва на нещастието на съседа си като дете.
Впоследствие Френхен загубва къщата и всякаква надежда за бъдещето. При Сали положението също не е добро. Неговите родители осигуряват подслон за крадци и са се превърнали в техни укриватели. Така на двойката става ясно, че пътищата им трябва да се разделят. Тя ще стане прислужница, а той ратай или войник. Те решават да прекарат още един хубав ден заедно. На следващия ден излизат заедно без да се притесняват какво ще кажат хората и отиват в селото, където има храмов събор и се танцува. Хората ги мислят за годеници, които са напът да се венчаят. Сали и Френхен не отричат и все повече се чувстват като годеник и годеница. Тайно всеки купува за другия евтин пръстен за спомен при раздялата.
Хората шушукат за тях и младите се отдалечават при едно заведение, където се събират бедните и бездомните. Там Черният цигулар ги поздравява. Френхен се чувства потисната от наближаващата раздяла и Черният цигулар им предлага да се присъединят към бездомниците и да заживеят заедно. След полунощ Черният цигулар тръгва с бездомните към гората.
Сали и Френхен тръгват с тях и когато преминават през бащините си къщи ги обхваща носталгия. Остават на бащините полета и обсъждат създалата се ситуация и си правят извода, че пред тях няма съвместно бъдеще.
Сали и Френхен увенчават любовта си и си разменят тайно закупените пръстени. Слушат как реката тече и се качват в една застлана със сено лодка на брега на реката. На следващата сутрин лодката е намерена в града, малко по-късно са намерени и безжизнените тела на Сали и Франхен, които са избрали да умрат заедно.

## Литературно социално-критична програма на новелата
За разлика от другите новели в сборника, новелата Ромео и Жулиета на село е с ясно рамкирана цел и значение. Предговора оправдава заимстваното заглавие от Шекспир, а послеписа изтъква социално-критичната острота на произведението.

### Предговор
Съдбата на Ромео и Жулиета и
тази на Сали и Френхен се уповават на действителна случка. Думите са внимателно
подбрани и показват истинността на историята, но не гарантират за фактите в детайли. Социалните условия на живот се
запазват, трагедията се развива на село, жертвите са деца на обеднели селяни,
докато при Шекспир жертвите принадлежат на богатите градски висши слоеве на
обществото.

## Теми и мотиви

### Морал
Темата за интерпретация на морала се изразява в първата брачна нощ на двойката без благословията на духовенството. Това се е приемало крайно консервативно и критично от съвременниците на Келер.

### Чест
Марти и Манц не искат толкова да притежават късчето земя, колкото да не загубят честта си. Впоследствие тяхната чест е унищожена. За разлика от тях, честта на младата двойка е спасена чрез тяхната любовна история.

### Право
Двамата селяни знаят на кого принадлежи парчето земя, за което се карат. Въпреки това те не правят нищо по въпроса и защитават само собствените си права, който в действителност не им принадлежат. Черният цигулар остава ощетен и без права.

### Мотивацията за самоубийство
Тяхното самоубийство е „високомерно“. Младите загърбват предложението на Черния цигулар. Избират самоубийството като изход,
искат да принадлежат към порядъчното общество, да запазят мира и благоденствието на безвъзвратното детство и страстта, която вече не отричат. Накрая избират свободния живот, който цигуларят им предлага, само че по много по-радикален и бърз начин.